# 투신스카야역
투신스카야역(러시아어: Тушинская)은 모스크바 지하철 타간스코 크라스노프레스넨스카야 선의 역이다.

## 역사
투신스카야 역은 1975년 12월 30일에 개장하였다.

## 위치
모스크바 지역에 위치한 포크롭스크 지역의 옛 도시인 토치노 근처에 위치한다. 인근에 모스크바 철도의 리즈스키 교외 방향에 있는 투시노 철도역과 인접한 곳에 있다.

## 구조
투신스카야 역은 회색빛 대리석 기둥과 흰 대리석 벽과 인레이드 지그재그 프리즈가 있는 변형된 표준 설계로 지어졌다.

## 통계
1999년 통계에 따르면 투신스카야 역은 메트로에서 가장 붐비는 역 중 하나로, 1일 약 111,000명의 승객이 이용한다.

## 같이 보기
- (러시아어) metro.ru